# Libano ai Giochi della XXI Olimpiade
Il Libano partecipò ai Giochi della XXI Olimpiade che si sono svolti a Montréal dal 17 luglio al 1º agosto 1976, con una delegazione di tre atleti impegnati in altrettante discipline. Fu la settima partecipazione di questo paese  ai Giochi estivi. Non fu conquistata nessuna medaglia.